# Rokiya (sockenhuvudort i Kina, Xinjiang Uygur Zizhiqu, lat 37,08, long 82,82)
Rokiya (kinesiska: 若克雅, 若克雅乡) är en sockenhuvudort i Kina. Den ligger i den autonoma regionen Xinjiang, i den nordvästra delen av landet, omkring 850 kilometer sydväst om regionhuvudstaden Ürümqi. Antalet invånare är 6 895. Befolkningen består av 3 359 kvinnor och 3 536 män. Barn under 15 år utgör 23,0 %, vuxna 15-64 år 73 %, och äldre över 65 år 3,0 %.
Trakten runt Rokiya är nära nog obefolkad, med mindre än två invånare per kvadratkilometer. Närmaste större samhälle är Niya, 11,2 km väster om Rokiya. Trakten runt Rokiya är ofruktbar med lite eller ingen växtlighet.
Genomsnittlig årsnederbörd är 47 millimeter. Den regnigaste månaden är juni, med i genomsnitt 18 mm nederbörd, och den torraste är april, med 1 mm nederbörd.